# Konwój SC-95
SC-95 – konwój morski z okresu II wojny światowej z Halifax do Wielkiej Brytanii. Pomimo silnej eskorty konwój stracił dwa statki handlowe: amerykański „Balladier” i szwedzki „Suecia”, które zostały storpedowane 15 i 16 lipca 1940 roku przez niemieckie okręty podwodne U-705 i U-596.

## Konwój i jego eskorta
W skład konwoju SC-95 wchodziło 41 statków . Eskortę konwoju stanowiło łącznie 19 okrętów, lecz nie w tym samym czasie . Początkowo konwój ochraniało osiem okrętów (w tym dwa amerykańskie z 3. Grupy Eskortowej, dwa brytyjskie i cztery kanadyjskie  . Komodorem konwoju był komandor R.H.R. Mackay, zaokrętowany na zbudowanym w 1930 roku statku „Recorder II”  o pojemności 5982 BRT .

## Przebieg operacji
Konwój rozpoczął swój rejs we wtorek, 4 sierpnia 1942 roku, opuszczając Halifax i kierując się w stronę portów brytyjskich . 14 sierpnia konwój został wykryty przez niemiecki okręt podwodny U-705, który starał się dołączyć w tym momencie do wilczego stada „Lohs”, utworzonego w celu zaatakowania konwoju ON-120 . W ataku na konwój SC-95 wzięło więc udział tylko kilka U-Bootów z liczącego kilkanaście jednostek zgrupowania: U-705, U-256, U-596 i U-605 . 15 sierpnia o godzinie 3:43 U-705 zatopił pochodzący z 1919 roku amerykański parowiec „Balladier” o pojemności 3279 BRT (na pozycji 55°23′N 24°32′W/55,383333 -24,533333) . Nieskuteczne ataki na statki konwoju wykonały U-605 i U-256, a ten ostatni został uszkodzony przez okręty eskorty, lecz zdołał uciec . 16 sierpnia U-596 odniósł ostatni sukces w bitwie konwojowej, topiąc o godzinie 13:08 na pozycji 55°43′N 25°58′W/55,716667 -25,966667 zbudowany w 1912 roku szwedzki motorowiec „Suecia” (4966 BRT) . Działania wilczego stada „Lohs” wobec konwoju SC-95 zostały przerwane tego dnia na rzecz ataku na przepływający przez ten rejon konwój ON-120, więc konwój już bez przeszkód dotarł do Liverpoolu, osiągając port przeznaczenia w dniu 19 sierpnia .

## Podsumowanie
Liczący 41 statków handlowych i łącznie 19 okrętów eskorty konwój SC-95 utracił dwie jednostki o łącznej pojemności 8245 BRT („Balladier” i „Suecia”), które zostały zatopione przez U-705 i U-596. Jeden z U-Bootów (U-256) został uszkodzony przez okręty eskorty .